# Шидер-Шваленберг
Шидер-Шваленберг (њем. Schieder-Schwalenberg) град је у њемачкој савезној држави Северна Рајна-Вестфалија. Једно је од 16 општинских средишта округа Липе. Према процјени из 2010. у граду је живјело 9.080 становника. Посједује регионалну шифру (AGS) 5766060, NUTS (DEA45) и LOCODE (DE SSC) код.

## Географски и демографски подаци
Шидер-Шваленберг се налази у савезној држави Северна Рајна-Вестфалија у округу Липе. Град се налази на надморској висини од 213 метара. Површина општине износи 60,0 km². У самом граду је, према процјени из 2010. године, живјело 9.080 становника. Просјечна густина становништва износи 151 становника/km².